# Chucky Jeffery
Chucky Jeffery est une joueuse de basket-ball américaine, née le 8 mai 1991 à Colorado Springs (Colorado).

## Biographie

### Carrière universitaire
Formé à l'Université du Colorado, elle mène les Buffaloes dans son année senior au scoring (13,7 points), passes décisives (4,0), rebonds (8,2) et aux interceptions (2,2). Elle est la première joueuse des Buffaloes à cumuler plus de 1 600 points, 900 rebonds et 400 passes décisives, finissant sa scolarité avec 1 644 points, 921 rebonds et 481 passes.

### WNBA
Elle est draftée en 2013 en 24eposition par le Lynx du Minnesota, elle n'est pas retenue au terme de la pré-saison. Elle est signée en août par le Liberty de New York pour remplacer Samantha Prahalis, mais est rapidement remplacée par DeLisha Milton-Jones.
En juillet 2014, elle est remplacée par Natasha Lacy.

## Clubs

### NCAA
- 2009-2013 : Buffaloes du Colorado

### WNBA
- 2013-2014 : Liberty de New York